# Renaixença
La Renaixença fou un moviment cultural i literari del català del segle xix (1833-1892). El seu nom sorgeix de la voluntat de fer renéixer el català com a llengua literària i de cultura després de segles de diglòssia respecte al castellà (període anomenat genèricament Decadència). És paral·lel a altres similars, com el Rexurdimento gallec, el Resurdimientu asturià o el Felibritge a Occitània.

## Renaixença catalana

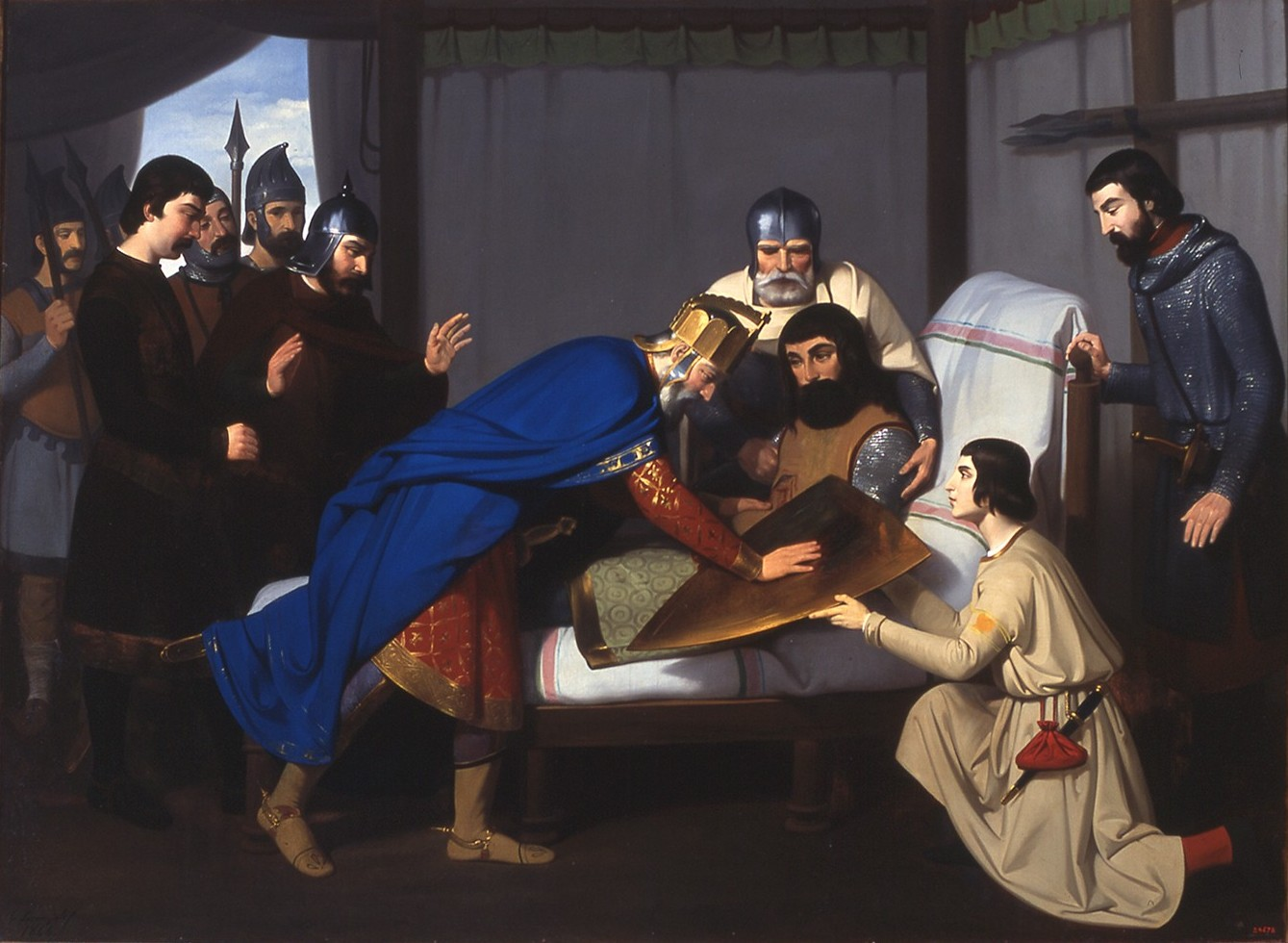
Origen de l'escut del comtat de Barcelona (Reial Acadèmia Catalana de Belles Arts de Sant Jordi). Seguint el que diu la llegenda, Claudi Lorenzale pinta (1843-1844) el moment en què Carles II estén els seus dits en l'escut de Guifré I, creant l'escut d'armes del Comtat de Barcelona.

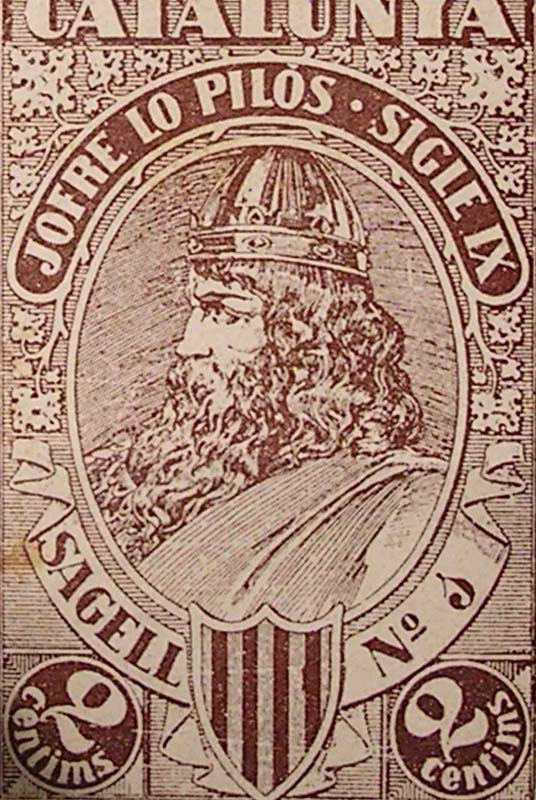
Segell de la Renaixença catalana dedicat a Guifré el Pilós.

Sovint s'ha discutit l'oportunitat del terme Renaixença perquè comporta el seu antecessor, la Decadència; s'ha proposat la necessitat d'aprofundir en l'estudi d'aquesta mal anomenada Decadència; d'altra banda, s'ha negat que sigui entesa com una època i se subratlla que és un moviment cultural que compta amb estímuls inicials a la dècada compresa entre 1830 i 1840, però que es desenvolupa entre 1840 i 1880. Cada cop és més evident la urgència d'establir el moment en què s'empra de manera sistemàtica el mot Renaixença.
Els conceptes de llengua i pàtria queden equiparats per Herder en el romanticisme alemany. La Renaixença es consolida a l'entorn d'una burgesia culta que troba en el romanticisme un interès pel seu passat. Es reivindica un passat gloriós durant la formació de les diferents nacions europees, a l'edat mitjana. En el transcurs del moviment que coneixem com Renaixença, s'utilitza poc aquest terme davant Renaixement, per referir-se a la llengua, a la literatura i a la pàtria. El primer cop que hi ha constància de l'ús del terme és quan Pere de Rosselló fa un discurs com a secretari dels Jocs Florals de 1869. El 1871, es fundà la revista quinzenal La Renaixensa, però en els seus articles es continua emprant el mot Renaixement per a referir-se a la pàtria i a les lletres catalanes.
La Renaixença és el període literari que va des del final de la Decadència fins al Modernisme, emmarcat per un moviment cultural i de conscienciació nacionalista més ampli (abasta totes les manifestacions culturals), sorgit dins la burgesia arran de les transformacions provocades per la Revolució industrial. Així, la Renaixença s'identifica clarament amb el redreçament cultural català i, sobretot, amb la recuperació de la seva llengua.
| «               | Intent de recuperar-i definir- una consciència nacional catalana i, alhora, d'adaptar algun dels corrents més vius de la cultura europea. L'intent es realitza en tots els camps de creació i posa en joc ideologies sovint oposades | » |
| — Joaquim Molas | |   |

### Context històric

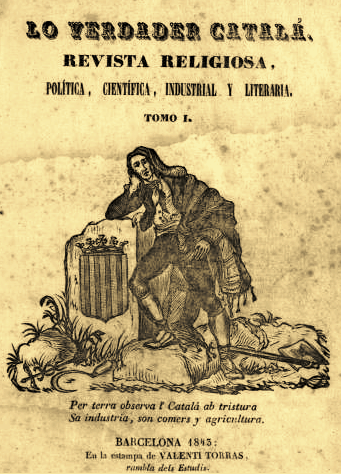
Primera pàgina del primer número de Lo verdader catalá, el primer diari escrit íntegrament en català. El gravat en el qual apareix un català vestit amb el vestit tradicional al costat de les quatre barres està acompanyat del següent peu en català: Per terra observa el català amb amargor/la seva indústria, el seu comerç i agricultura.

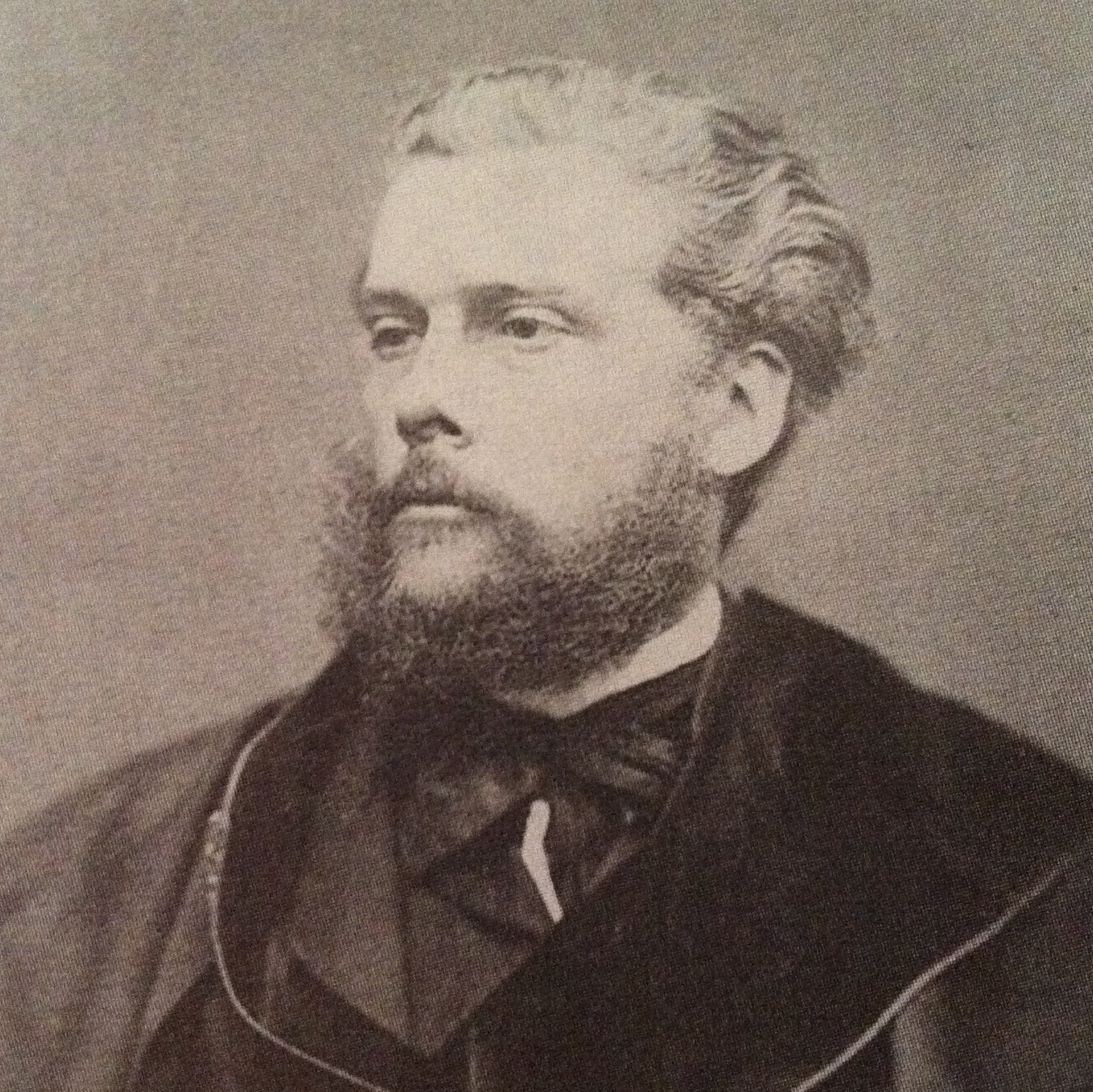
Víctor Balaguer, un dels escriptors principals de la Renaixença, impulsor del diari La Corona de Aragón.

L'absolutisme tindrà el darrer dels seus episodis durant el regnat d'Isabel II. Els conflictes se succeeixen durant tot el segle xix. Les tres guerres carlines, els fets de 1835 amb la primera crema massiva de convents i la insurrecció de la Ciutat Comtal envers Espartero el 1843, la Jamància, en són els episodis més tràgics.
Fou el preludi del nacionalisme que es va fer visible a finals del segle xix.Es va desenvolupar en un període marcat per grans transformacions.
L'estil de la Renaixença és proper al Romanticisme europeu, amb predomini dels sentiments, l'exaltació patriòtica i els temes històrics. La llengua emprada barreja cultismes i neologismes amb mots de la cultura popular. La Renaixença s'identifica amb el redreçament cultural català i, sobretot, amb la recuperació de la seva llengua.
El programa de la Renaixença pretén, sobretot, la plena identificació entre llengua i pàtria. Perquè la burgesia acabi conscienciant-se, el moviment reivindica aquests punts:
- La descoberta i divulgació dels clàssics grecollatins i de tota la literatura de tradició oral.
- La creació de la literatura catalana (en qualsevol gènere), conduïda per una llengua normativitzada.
- La creació d'institucions noves que empenyin la nova dinàmica literària (editorials, premsa…) i el reforçament de les institucions ja existents (Reial Acadèmia de les Bones Lletres de Barcelona...).

### Etapes
La llengua catalana mai no havia perdut el seu ús social, però dos factors podien amenaçar la continuïtat del català com a llengua vehicular. El primer fou l'abandonament de les classes benestants de la llengua catalana com a llengua per a la cultura; feia més d'un segle que no era una llengua oficial. El segon, la imminent voluntat estatal d'universalitzar l'alfabetització.
Els períodes que segueixen a continuació reflecteixen la realitat del principat. A València el fenomen de la Renaixença és més dissipat per manca d'una burgesia que el sustenti. A les illes cal destacar la figura de Marià Aguiló.

#### Antecedents
Les investigacions històriques d'Antoni de Capmany, l'interès per normativitzar la llengua catalana i l'aparició d'una incipient intel·lectualitat d'origen popular ja es produeixen durant la Il·lustració. Però el sentiment de catalanitat està molt afeblit després de la Guerra del Francès, a causa del suport a l'Estat que ha fet fora l'invasor. Tot i això, hi ha dos noms que constaten no solament l'ús de la llengua catalana, sinó també la persistència d'aquest sentiment de catalanitat: Antoni Puig i Blanch i Josep Pau Ballot. Altrament, cal al·ludir a la tasca del mallorquí (Comte d'Aiamans), que compongué poesies on es denota una influència romàntica notable.
Josep Pau Ballot escriu la Gramatica y apología de la llengua cathalana entre 1810 i 1813. Aquesta obra és realitzada amb intenció patriòtica, divulgadora i incitadora a l'ús del català. En el capítol Origen de la llengua cathalana , Ballot, aclareix: "per molts anys llengua de corts, la ques parlava en lo palaci, y molt apreciada del senyor rey don Jaume I i demes reys de Aragó".
Antoni Puig i Blanch escriu Les Comunitats de Castella el 1823. En aquesta obra podem trobar recursos i tòpics de la poesia de la Renaixença com l'ús del vers alexandrí, l'exaltació de la llengua o la commemoració de combats heroics. Una altra obra d'Antoni Puig que cal destacar és Observaciones sobre la lengua catalana, que comenta la Gramàtica de Josep Pau Ballot. Finalment cal esmentar que ajuda Josep Melcior a realitzar la traducció del Nou Testament el 1832.
Hi ha altres noms destacats, però la seva feina laboriosa pertany al dia a dia, i quedarà reflectida passats uns anys. Aquest és el cas dels germans Fèlix i Ignasi Torres i Amat i l'historiador Bofarull. La tasca dels dos germans erudits la fa visible Fèlix, qui el 1819 veu com s'inaugura la Biblioteca d'autors catalans i el 1836 es publica el Diccionari d'escriptors catalans. Bofarull realitza una tasca ingent de classificació de l'Arxiu de la Corona d'Aragó.

#### La diglòssia (1833 - 1859)

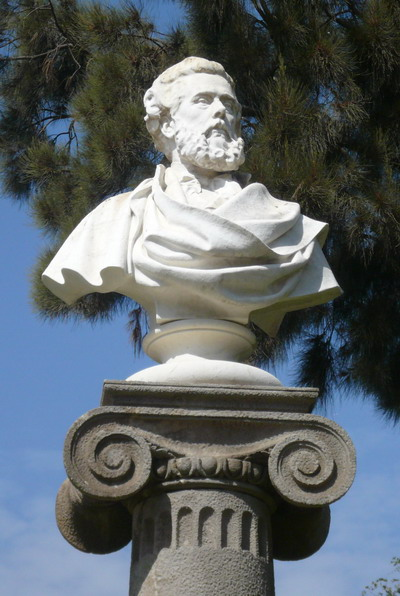
Bust de Víctor Balaguer al parc de la Ciutadella de Barcelona

En aquesta etapa es consoliden les editorials catalanes i valencianes; a voltes, amb seu a Madrid. La llengua catalana compta amb manifestacions de caràcter popular, com obres de teatre, goigs i col·loquis, però la burgesia adopta el costum aristòcrata d'escriure en castellà. La majoria de la literatura és de temàtica catalana, però s'escriu en castellà. Es promulga la Llei Moyano, de 1857, que estableix l'obligatorietat de l'ensenyament primari. Cal interpretar aquí alfabetització com a sinònim de castellanització.
Dos poetes són els que marquen l'inici i el programa de la renaixença: Bonaventura Carles Aribau i Joaquim Rubió i Ors. La publicació de l'Oda a la pàtria d'Aribau, el 1833, estableix i popularitza el lligam simbòlic entre llengua i pàtria. Redactat per Aribau i destinat a Gaspar de Remisa —el seu patró—, l'obra evoca de manera nostàlgica la pàtria quan ambdós són a Madrid. L'ús del català referma el vincle en aquell exili. Del febrer de 1839 al novembre de 1840, Rubió i Ors publicà dinou poemes al Diario de Barcelona, els quals s'aplegaren en una recopilació de poemes (Lo Gayté del Llobregat) el 1841. El pròleg és considerat una fita de la Renaixença i fins i tot el manifest que ell va resumir en tres punts: l'afició per tot allò que concerneix a la pàtria, l'interès per difondre el coneixement de l'idioma entre la resta de compatricis i el desig d'encomanar aquest sentiment. Rubió i Ors en aquell pròleg també reivindica la necessitat de restablir els Jocs Florals i el Consistori del Gai Saber per reconquerir la importància literària que havia ostentat la llengua catalana.
Altres fets destacats són:
- 1841: la publicació d'un poema del valencià Tomàs Villarroya.
- 1851: Antoni Bofarull i Víctor Balaguer realitzen escrits a la premsa impulsant la restauració dels Jocs Florals.
- 1858: la publicació de l'antologia poètica Los trobadors nous, d'Antoni de Bofarull.
- 1859: la publicació de l'antologia poètica Los trobadors moderns, de Víctor Balaguer.

#### Els Jocs Florals (1859 - 1877)

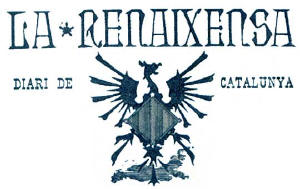
La capçalera de La Renaixensa fou dissenyada per Lluís Domènech i Montaner el 1880. Conjuga l'escut de Catalunya amb l'au Fènix.

El programa de la Renaixença s'articula al voltant d'algunes institucions i societats que adquireixen un paper més o menys secundari i d'altres que prenen més protagonisme. Dins del primer grup es poden citar la Sociedad Filosófica, el Centre Excursionista de Catalunya, el Círcol Literari de Vic, La Sociedad Savigny o La Jove Catalunya; i, amb un paper més preponderant, la Universitat de Barcelona; l'Acadèmia de Bones Lletres; l'Ateneu Barcelonès, però sobretot els Jocs Florals.
En el marc dels Jocs Florals es manifesten posicions diferenciades respecte al model de llengua. Com a impulsor del model més arcaïtzant destaca el mallorquí Jeroni Rosselló i hi havia també partidaris d'una fórmula mixta combinant un llenguatge antic amb el modern i expulsant els barbarismes. Cap de les dues s'imposà; els Jocs aglutinaven participants d'ideologies contraposades. La majoria d'obres són d'escassa qualitat fins que aquest període es tanca amb el triomf d'Àngel Guimerà i Jacint Verdaguer als Jocs Florals. Guimerà és considerat mestre en Gai Saber i Verdaguer obté el premi especial del jurat amb el poema L'Atlàntida.
El sentiment de recuperació nacional no és solament de les classes benestants sinó que també ho és de les classes obreres, les quals articulen una trama d'associacions culturals per tot el principat. Entre d'altres es fundaren l'Ateneu Català de la Classe Obrera a Barcelona l'any 1861 o l'Ateneu Igualadí de la Classe Obrera l'any 1863. S'inicià també la profusió de societats corals formades per obrers com la Societat Coral Euterpe, fundada per Anselm Clavé l'any 1850. L'any 1867 hi havia 106 societats corals.
Es consolida un públic que consumeix premsa en català. Coincidint amb la Restauració, l'objecte de la premsa en català ja no solament serà la literatura sinó que també ho serà la política. Les revistes satíriques de petjada anticlerical tindran una gran repercussió com La Campana de Gràcia.
- 1862, la publicació d'una novel·la en català La orfaneta de Menargues d'Antoni de Bofarull.
- 1865, es fundà la revista anual Calendari Català, obra de Pelagi Briz.
- 1868, es fundà el periòdic literari Lo Gai Saber per part de Pelagi Briz.
- 1869, es funda el periòdic La Gresca, a Santiago de Cuba.
- 1871, es fundà la revista conservadora i de tiratge quinzenal La Renaixensa, per part de Pere Aldavert i Àngel Guimerà
- 1871, es fundà el setmanari La Gramalla, la redacció del qual està formada bàsicament per membres de La Jove Catalunya.
- 1872, la creació de l'Ateneu Barcelonès.

#### El prestigi de la llengua (1877 - 1892)
Tot i que amb retard respecte a la resta d'Europa, s'introdueixen les teories naturalistes i realistes que afecten sobretot al teatre i a la narrativa. Els autors catalans creen una sintonia amb el públic. Apareix el narrador més important: Narcís Oller; Verdaguer i Guimerà es consoliden com a autors.
Les noves generacions d'escriptors donen per finalitzat aquell Renaixement i fins i tot s'arriben a historiografiar aquells albors, sense una pretensió erudita. És el cas de Breve reseña del actual renacimiento de la lengua y literatura catalanas o la immensa Historia del Renacimiento literario contemporáneo en Catalunya, Baleares y Valencia del gadità Francisco María Tubino, apareguda a Madrid entre 1880 i 1881.
Els filòlegs de llengües romàniques com Diez, Saroïhandy i Meyer-Lübke col·locaren la llengua catalana entre els dialectes de l'occità. Posteriorment l'interès que suscità l'estudi de les llengües romàniques i els estudis de Milà i Fontanals situaren el català com a llengua independent.
- 1878: es fundà la revista La Veu del Montserrat a Vic, per part de Jaume Collell.
- 1879: es consoliden els Jocs florals valencians, de caràcter bilingüe, a Lo Rat Penat.
- 1879: apareix el Diari Català de Valentí Almirall.
- 1881: apareix la publicació L'Avens.
- 1886: Valentí Almirall publica Lo Catalanisme[8].
- 1887: Antoni de Paula Capmany publica el setmanari i, des de 1897, el diari Lo Catalanista.
- 1892: la Unió Catalanista presenta les Bases de Manresa.

## Autors
Els autors més importants d'aquest moviment van ser:

### Poesia
Gràcies als Jocs Florals, la poesia és un dels gèneres més conreats del moviment. Aconsegueix arribar a un públic més ampli. Aquesta poesia, per tant, pretén arribar a una identificació total entre llengua i pàtria.
Els autors principals d'aquest gènere són:
- Bonaventura Carles Aribau
- Manuel Milà i Fontanals
- Joaquim Rubió i Ors
- Jacint Verdaguer i Santaló, pare de la poesia i la llengua catalana moderna.

### Teatre
El moment de plenitud de la Renaixença es dona entre la dècada de 1870 i els anys noranta, un llarg període durant el qual conviurà amb altres tendències, com el romanticisme, el realisme o el naturalisme. És en aquesta època quan els autors més importants del moviment —Jacint Verdaguer, Àngel Guimerà i Narcís Oller— inicien la seva producció artística. Cal tenir en compte que durant aquests anys publicar en català comporta moltes dificultats, però les edicions en aquesta llengua són cada cop més nombroses; la premsa periòdica, a més, resulta cabdal com a eina de divulgació literària.

#### El teatre polític
La situació sociopolítica del segle xix la podem conèixer gràcies a algunes obres de teatre, com les de Josep Robrenyo (1780?-1838), home de formació autodidàctica. Va escriure un teatre un pèl ingenu però d'estil directe i fresc, ple de locucions, frases fetes i girs populars que l'acostaven a les classes treballadores. Va assolir molta popularitat, i la seva figura física (era molt gras) anava associada als papers còmics que ell mateix interpretava. Va escriure obres en català i en castellà i també bilingües. La seva producció abraça peces de costums, peces de circumstàncies, i sobretot, obres de caràcter polític on defensava la causa liberal.
- El sainet i la comèdia de costums: Escrit en vers, el sainet fou un gènere cabdal del teatre català de la primera meitat del segle xix. El sainet és una peça teatral curta que tenia com a finalitat provocar el riure i es basa en la caricaturització de situacions quotidianes i de personatges populars estereotipats. Va ser gràcies als sainets que el català es va anar introduint a les representacions teatrals.

L'autor més important d'aquest gènere fou Frederic Soler, que adoptà el pseudònim de Serafí Pitarra. Juntament amb altres autors fundà un grup de teatre amb el nom de La Gata. Els temes de les seves obres són les trapelleries de personatges marginats, els conflictes sentimentals i l'enfrontament entre la gent de la ciutat i la del camp. Amb el temps, aquests autors van anar evolucionant i transformaren el gènere dramàtic del sainet en la comèdia burgesa de costums, que reflecteix d'una manera més matisada i més complexa la personalitat d'uns personatges fortament marcats per uns costums socials.

#### El teatre romàntic
Tenint en compte les característiques del Romanticisme, és fàcil entendre que els dramaturgs del segle xix mostressin una predilecció per les formes teatrals que més permetien "commoure" l'espectador: la tragèdia i el drama. També és cert, però, que a mesura que avança el segle s'imposa una voluntat de superar el romanticisme i dotar el teatre de característiques cada cop més realistes.
- La tragèdia: Fins al segle xix no hi va haver cap escriptor que d'una manera programàtica es proposés conscientment conferir al teatre català el bagatge tràgic que fins aleshores no havia tingut. L'artífex d'aquest canvi va ser Víctor Balaguer. El 1879 va publicar un volum de tragèdies, Noves tragèdies, en què utilitzava la imatgeria romàntica: Les esposalles de la morta  (on reprèn el tema dels amors tràgics entre Romeu i Julieta, però hi inclou un personatge invisible i omnipotent, la finalitat, perquè guiï la vida dels dos amants cap al final tràgic) i Raig de lluna (en què mitifica els Pirineus com a eix de la pàtria occitanocatalana).

- El drama romàntic: Paral·lelament a les activitats del grup de Frederic Soler, a Barcelona es va anar imposant el gust de la burgesia ciutadana pels drames romàntics, tant de tema històric (drama històric) com emotiu (melodrama). Però la situació del moment no oferia als autors l'oportunitat per veure representades les seves obres, perquè els actors solien ser procedència castellana. Els primers dramaturgs que aborden el drama romàntic a Catalunya ho fan en castellà i les obres es representaven al Teatre de Santa Creu. Però gràcies a la Renaixença es va anar imposant amb normalitat la catalanització del drama romàntic.

#### El drama realista
El teatre romàntic ajudà a consolidar el sentiment nacional, però els autors aviat s'adonaren que la temàtica i les fórmules del gènere havien d'anar més lluny si es volia mantenir l'interès del públic i captar, sobretot, l'atenció de la burgesia. Aquesta classe vivia enmig de fortes controvèrsies, derivades de la Revolució Industrial, però també complaguda gràcies al poder que posseïa.
Catalunya va ser un país de pagesos fins al segle xix, en què les persones que no trobaven feina al camp van anar treballant a les indústries de les ciutats.
Al voltant del 1860 una nova generació d'escriptors posaren en qüestió l'èmfasi del teatre romàntic i s'acostaren més a la realitat: canviaren els reis i els cavallers medievals per protagonistes més reals. Són els primers intents del drama realista, d'on sorgí amb la força la figura d'Àngel Guimerà.
Personatges destacats
- Àngel Guimerà i Jorge, dramaturg que va donar una dimensió universal al teatre català.

### Narrativa
La Renaixença reprèn el gènere després de tres segles de Decadència (des del segle xv cap novel·la a Catalunya).
Destaca el conreu de la novel·la històrica i la romàntica. La novel·la històrica, un dels gèneres més conreats, ja que facilita als autors situar als personatges en fets històrics a l'edat mitjana. És una barreja de crònica i imaginació, desigual segons els diversos autors. Un dels autors més importants és Antoni de Bofarull. La novel·la romàntica té les característiques del Romanticisme. Amb la intenció de moralitzar, se centra en la realitat del moment. L'autor més important és Narcís Oller i Moragas.
- Narcís Oller, novel·lista de la Catalunya sorgida de la revolució industrial.

### Pintura
- Claudi Lorenzale, en la seva pintura d'història són motius habituals escenes que evoquen el passat gloriós català, influència del romanticisme medievalista provinent d'Alemanya.
- Lluís Rigalt, confecciona un gran document del paisatge i de les ruïnes dels monuments catalans.[7]

## Renaixença valenciana

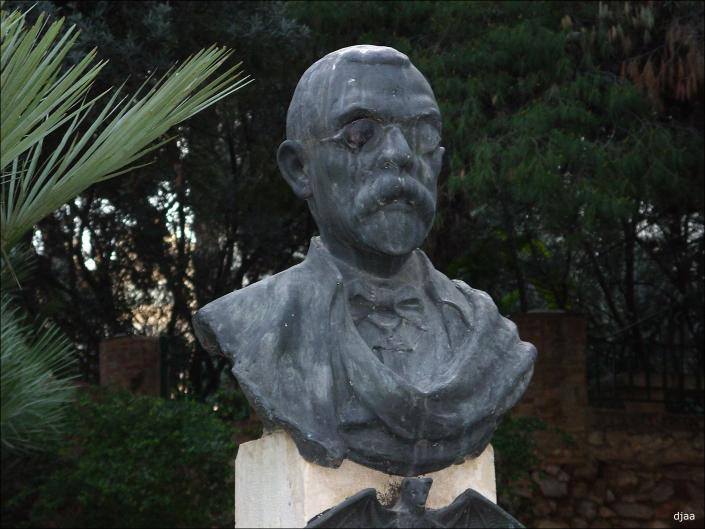
Bust de Constantí Llombart als Jardins del Real. Un dels màxims representants de la Renaixença, partidària de reivindicar aspectes lingüístics i nacionals. Finalment s'imposà la tesi contrària, la de Llorente partidari de mantindre una actitud merament literària.

La Renaixença al País Valencià del segle xix sorgeix de la voluntat de fer renàixer el valencià com a llengua literària i de cultura després de segles de diglòssia respecte del castellà (període anomenat genèricament Decadència).
De la Renaixença valenciana, Joan Fuster, destaca, en primer lloc, el seu felibrisme, és a dir, l'actitud merament literària sense l'aspiració d'aprofitar el moviment per a reivindicar aspectes lingüístics i nacionals. Fuster ho explica per la manca d'un empelt progressista de la Renaixença valenciana, i per la manca d'industrialització del País.
Finalment Fuster assenyala la “noble i emocionant lliçó” dels renaixencistes: el fet que, malgrat les facilitats que el castellà els brindava, per una “tossuda afirmació patriòtica feren servir la llengua pròpia i natural. Aquells hòmens, segons Fuster, ens mereixen tot els nostres respectes, atés que “millor o pitjor, van respondre al problema del moment, i a ells devem la possibilitat d'estar, nosaltres, escriptors i poetes valencians d'avui, en el lloc on estem”.

### Orígens: Etapa inicial (1833-1859)

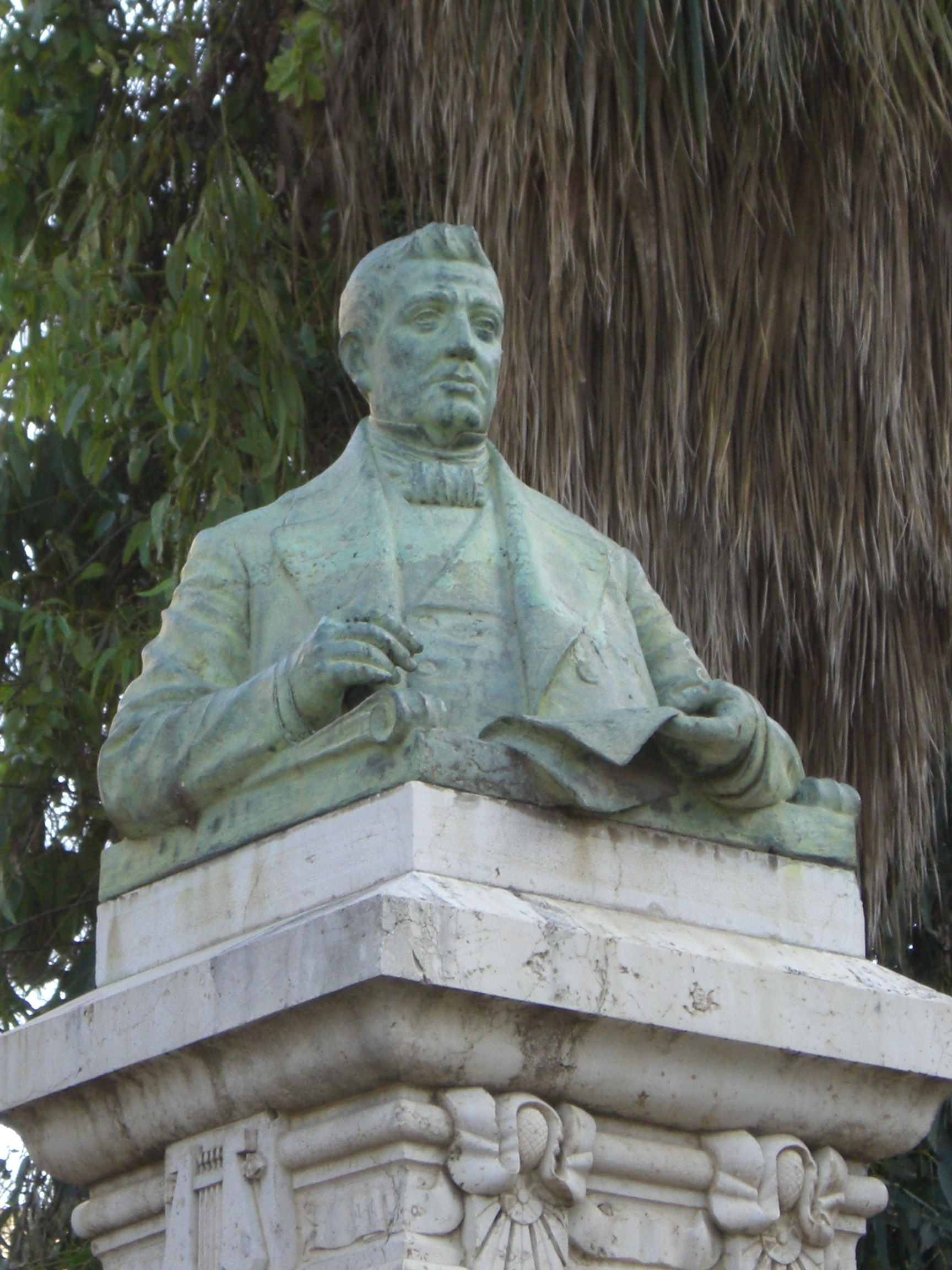
Bust de Bernat i Baldoví, un dels representants del sector populista de la Renaixença, i autor del conegut sainet El virgo de Viçanteta.

Els orígens sobre la Renaixença al País Valencià s'han centrat en la discussió de considerar la Renaixença o bé com una filla o una conseqüència de la Renaixença a Catalunya, o bé com un moviment nascut autòcton.
Joan Fuster en 1956 afirma que "La Renaixença valenciana serà un fillol de la Renaixença del Principat, i no, com Ros i Galiana podien fer preveure, una prolongació del moviment local setcentista innervat pels clàssics". Opinió, però, força categòrica que el mateix Fuster sembla evitar en el seu famós llibre Nosaltres, els valencians i que finalment matisa el 1973 on apunta el coneixement dels clàssics i les propostes de dignificació del Valencià anteriors a la meitat del segle xviii.
Sanchis Guarner per la seua banda, considera que l'origen de la Renaixença valenciana està motivat en gran part per l'arribada de Marià Aguiló i Fuster com a cap de la biblioteca universitària, qui va engrescar dos joves estudiants de Dret: Teodor Llorente i Vicent Wenceslau Querol a escriure versos en vernacle.
Estudis recents de Vicent Simbor Roig (professor de la Universitat de València) confirmen que la Renaixença valenciana va ser un moviment nascut autònom, amb una etapa inicial de 1833 a 1859, l'any de la incorporació i immediat cabdillatge de Teodor Llorente, que enceta una nova etapa: l'etapa de la maduresa.
Simbor assenyala una sèrie de precedents que suposen un fil conductor sense interrupcions des de finals del XVIll, fins a la consagració de la Renaixença, el 1859. Aquests precedents s'estenen des de les apologies i reivindicacions de la llengua del segle XVIII: Joan Baptista Escorigüela, Manuel Joaquim Sanelo, Marc Antoni d'Orellana, i arriben al segle xix tot manifestant-se en els dos sectors renaixencistes: el sector culte i el sector popularista.
D'una banda, en el sector culte trobem un moviment progressivament creixent. D'entre totes les manifestacions Vicent Simbor en destaca:
- El 1830 trobem el poema «En los dies del nostre Rey Fernando», aparegut el 30 de maig al «Diario de Valencia», obra d'un Antoni M. Peyrolon
- El 1831 el liberal Vicent Salvà escriu el poema «Lo somni»
- El 1833 trobem L'Oda "La Pàtria", publicat per Bonaventura Carles Aribau en la revista "El Vapor". Aquest poema data simbòlicament l'inici de la renaixença.
- El 1840 veuen la llum pública els dos primers poemes de Tomás Villarroya «Canzó. Per el Álbum de la Senyora Antonia de Montenegro»[17] i «Canzó. A la mort del pintor valencià D. Antoni Cabana»[18]
- El 1844 Pasqual Pérez i Rodríguez publica el poema dedicat a «A Sa Majestat la Reina Donya Maria Cristina», i Josep Joaquim Agulló publica El Fènix.
- El 1852 Josep Maria Bonilla publica un poema extraordinari, atés que hi fa servir un model de llengua equilibrat entre el “llemosí” cultista i la llengua castellanitzada dels popularistes.
- El 1855 amb motiu del quart aniversari de la canonització de sant Vicent Ferrer els poetes valenciana acorden formar una Corona poètica on el català té una presència rellevant.
- El 1857, veuen la llum pública les primeres poesies «llemosines» de Llorente.
- El 1859 Llorente participa en dos actes poètics amb obra seua en català.

D'altra banda, en el sector popularista Vicent Simbor destaca:
- L'aparició de la premsa satírica entre la qual destaquen El Mole, La Donsayna, El Tabalet i El Sueco.
- L'aparició dels «llibrets de falla», iniciats per Blai Bellver i Tomàs l'any 1850.
- El sorgiment i auge del sainet, encetat per Josep Bernat i Baldoví, que el 1845 escriu el sainet El Virgo de Viçanteta i El Alcalde de Favara, o El parlar bé no costa un pacho.
- Els treballs lexicogràfics: Lluís Lamarca (Ensayo de un diccionario valenciano-castellano, de 1839). Ignasi Vidal (Catálogo de las aves de la Albufera de Valencia, de 1851). Josep Escrig (Diccionario valenciano-castellano, de 1851).

### Etapa de plenitud (1859-1909)
Seguint Vicent Simbor el 1859 se celebra el primer certamen poètic i el primer èxit de Llorente, tothom coincideix a establir aquesta data com a inici de l'etapa de plenitud de la Renaixença valenciana. Quant a la data de finalització hi ha diversitat d'opinions. Així hom estableix el 1893, mort de Constantí Llombart. O el 1902, any en què el Vicepresident de Lo Rat Penat pronuncia el discurs titulat De Regionalisme i Valentinicultura que incita, per fi, a la implicació política dels renaixencistes. O el 1904, fundació de l'entitat política València Nova que es proposa forjar una Solidaritat Valenciana a l'estil de la catalana. O el 1909 any de l'exposició regional i en què Llorente és coronat com a poeta oficial de València i vitorejat als crits de “Visca la llengua valenciana!”, “Visca València Lliure!” que foren contestats per la comitiva oficial al crit de “Viva Valencia española!”.
En aquesta etapa de plenitud distingim dos moments diferent: un primer, de 1859 a 1874, dominat per Llorente i el seu grup conservador; i un segon, de 1874 a 1909, en què s'incorpora Constantí Llombart i el seu grup progressista.

### Lideratge de Llorente i el seu grup conservador (1859-1874)

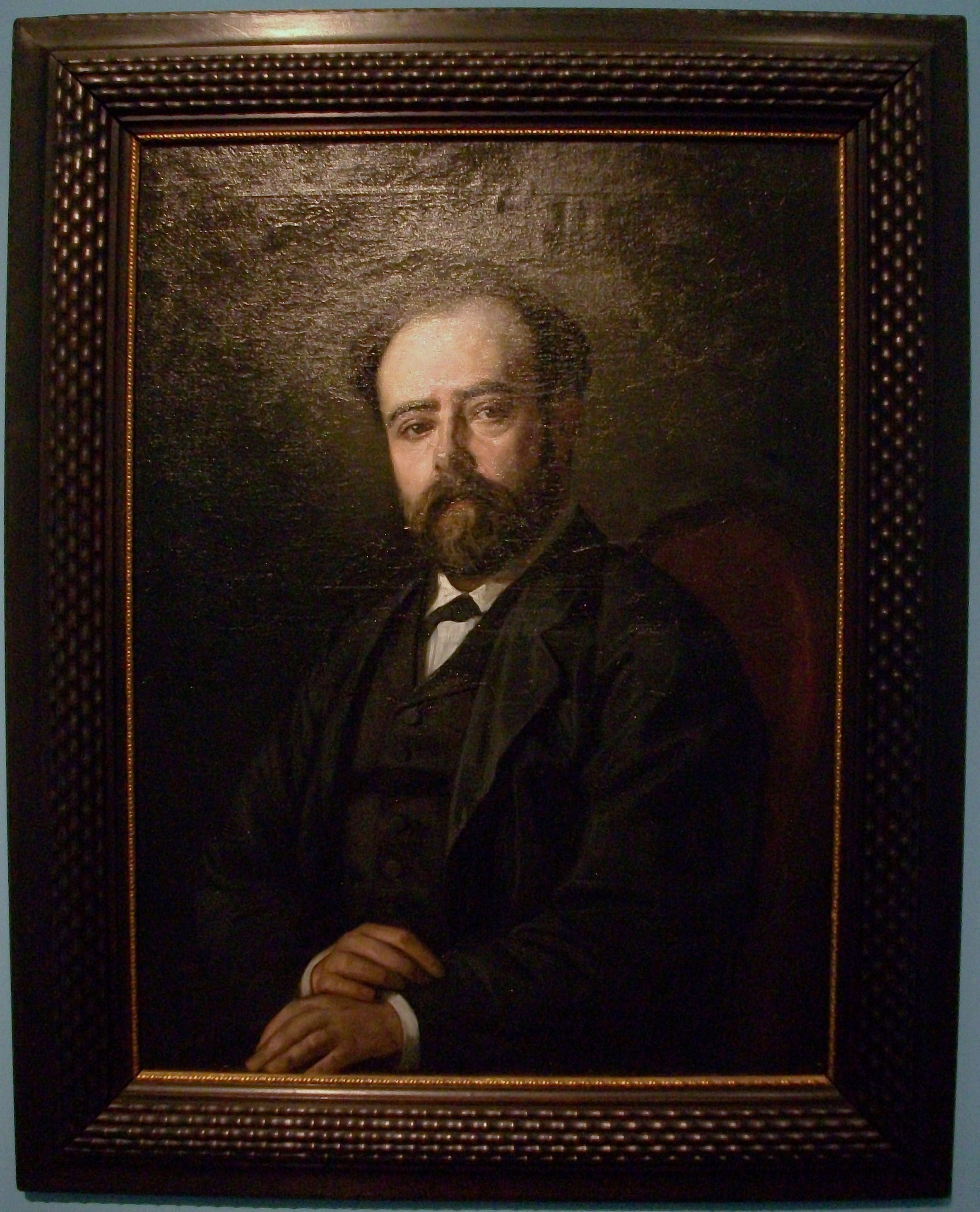
Retrat de Teodor Llorente el 1872.

A partir de la celebració del certamen poètic en commemoració del IV centenari de la mort d'Ausiàs March (el 1859), la Renaixença al País Valencià entra en una nova etapa hegemònica per un nou grup d'escriptors que s'incorporen al moviment renaixencista a partir de la dècada dels cinquanta i que reconeixen en Teodor Llorente com a líder. A banda el mateix Teodor Llorente, es tracta de Vicent W. Querol, Jacint Labaila, Rafael Ferrer i Bigné i Fèlix Pizcueta.
És a partir d'aquest moment que la Renaixença valenciana assumeix un programa concret controlat per un líder i els seus seguidors. Per poder assolir els seus objectius els renaixencistes compten amb el control de diversos periòdics (“La Opinión” i “Las Provincias”, en mans de Llorente) i amb tot el poder de la classe dirigent. No obstant això, aquest poder no va ser en la pràctica usat per a res que no fos la desvirtuació de la mateixa Renaixença: el grup llorentí li marcà unes pautes que l'havien de conduir irremeiablement a l'anihilació. Tampoc els escriptors de la premsa política i satírica ni els sainetistes (Eduard Escalante, Francesc Palanca i Roca, Joaquim Balader, Antoni Roig i Civera, Francesc Tordera i Lledó, Lluís Gonzaga Llorente i de las Casas, Juli Puig, Gaietà Salelles i Cardona, Josep Roman, Josep Merelo i Enric Pérez Ferrandis) es plantejaren ser una possible alternativa, ja que mai sentiren que les seues obres en català formaren part d'aquella Renaixença proclamada per Llorente, més aviat ambdós grups es menyspreaven.
La característica més important dels renaixencistes liderats per Llorente és l'apoliticisme del moviment, és a dir Llorente i els seus consideren que les seues tertúlies no havien de desbordar els límits de l'entreteniment. El grup dirigent de la Renaixença valenciana tenia ja des de bon començament forjada la seua ideologia «apolítica», semblant a la doctrina del Felibrige occità. Per això fan una crítica ferotge als renaixencistes catalans per la seua pretesa reivindicació política. En aquest sentit l'any 1865 Teodor Llorente publica al Calendari Català el poema «Als poetes de Catalunya»:
| «                                                     | Mes no vullgau que tornen de nou los antics segles, puix morts estan per sempre los Jaumes i Borrells; en los seus fets gloriosos busquem lliçons i regles, i en compte de plorar-los tornem-se dignes d'ells. Dels venerats sepulcres no remogam les cendres; deixem dins d'ells l'espasa, que el temps ja rovellà; i oixcam, perqué tal volta més clars deixen entendre's allí los sants oracles del dia de demà. Lo ceptre i la diadema perderes, Barcelona; mes no plores, ¡oh pàtria!, l'immerescut afront: deixa que el riu dels segles s'emporte una corona que estreta vui seria per a ton noble front. | » |
| — Teodor Llorente publicat al Calendari Català (1865) | |   |

Víctor Balaguer contestà d'aquesta manera els atacs rebuts des de València:
| « | Si hi ha alguna aspiració política en ells [els poetes catalans], com tem lo señor Llorente, mentras sia aspiració de progrés, noble, entusiasta, generosa, gloriosa, patriótica, fraternal, bona ha d'ésser per forsa. No condemni sa tendència ni la moteixe de política ab desdenyosa frase. Polítich és també, al cap y al fi, lo mateix señor Llorente. | » |

D'aquesta manera es palesen les discrepàncies entre els renaixencistes del Nord i del Sud que amb el temps augmenten. Segons Vicent Simbor “el grup llorentí, com a representant de la classe dirigent valenciana, agrícola i mercantil, havia de defensar els seus interessos econòmics, que xocaven tant amb els de la burgesia industrial catalana. Com deia Joan Reglà, els renaixencistes valencians es debatien en la «contradicció entre la història –la qual l'agermanava a Catalunya– i les seues estructures socioeconòmiques –que la hi oposaven»
Tot plegat, la renaixença llorentina esdevé una tertúlia de quatre amics, que cada vegada més s'allunya del poble, el qual assistia a les representacions dels sainets, però desconeixia les poesies llemosinistes. Açò és precisament el que el grup progressista de Llombart intentarà endreçar.

### Constantí Llombart i el seu grup progressista (1874-1909)

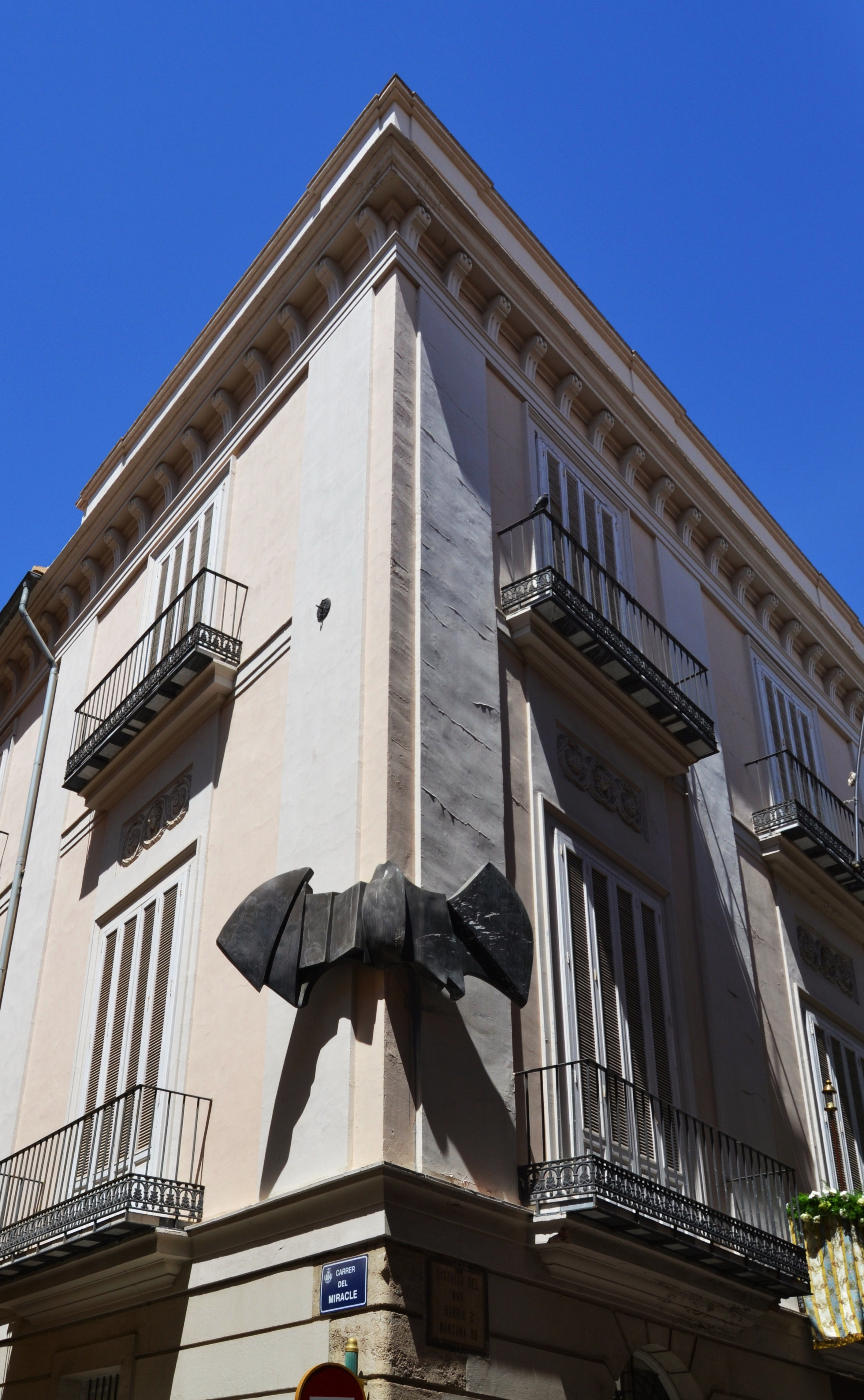
Seu de Lo Rat Penat a València. Associació fundada per Constantí Llombart amb l'objectiu d'unir els dos grups renaixencistes (els conservadors i els progressistes) i que actualment només representa el regionalisme conservador i secessionista

L'aparició de Constantí Llombart fa donar un tomb a la Renaixença valenciana per la seua tasca d'ajuntar i cohesionar primer el grup populista o progressista, i posteriorment als dos grups: el conservador de Llorente i el seu grup progressista.
En efecte, el 1874 Llombart trau al carrer la revista «Lo Rat-Penat: Calendari llemosí», la primera revista valenciana cultural escrita en català (molt diferent de les anteriors i coetànies revistes satíriques i polítiques) i més important encara, actuà de primer nucli catalitzador dels renaixencistes valencians. La revista era elaborada amb les col·laboracions dels escriptors del País Valencià, Catalunya i les Illes. Posar en pràctica des de València una revista amb concepció cultural de Països Catalans era ja un bon símptoma que la situació començava a canviar. Al voltant d'aquesta revista hi aglutina els integrants del grup progressista: Josep Maria Puig i Torralva, Josep Bodria i Roig, Josep Francesc Sanmartín i Aguirre, Antoni Palanca i Hueso, Víctor Iranzo i Simon, Lluís Cebrián Mezquita, Ricard, Francesc Barber i Bas i Ramon Andrés Cabrelles. Tots ells, a diferència del grup conservador-llorentí, eren d'extracció social humil i el valencià era la llengua quotidiana de relació familiar i social.
Una vegada articulat aquest grup progressista calia vertebrar els dos grups existents: el conservador de Llorente i el progressista de Llombart. Amb aquesta intenció funda Llombart Lo Rat Penat el 31 de juliol de 1878.
Prompte es produïren les primeres col·lisions entre ambdós grups, ja que, els uns feien proclames en favor de l'oficialitat de la llengua o de la recuperació de les institucions pròpies, i els altres se n'escandalitzaven. Per tal d'aturar les aventures “separatistes” i “irresponsables”, el grup conservador va organitzar una mena de “colp d'estat” i arrabassà el poder de Lo Rat-Penat. A partir d'aquest moment la “societat d'amadors de les glòries valencianes” esdevé una societat al servei espanyolista al servei de la classe dirigent, fins al punt que el mateix Llombart la critica:
De totes maneres Lo Rat-Penat significà -per fi!- l'aparició d'un moviment organitzat amb un local i unes metes a guanyar, teòricament l'èxit de la Renaixença. Va ser, d'altra banda, un gran revulsiu per a la pausada vida cultural valenciana.
La situació era, doncs, insostenible. Les discrepàncies entre els dos grups provoquen que Llombart intentara fundar una nova societat a mitjan dècada dels vuitanta: l'Oronella. Finalment Josep M. Puig Torralva, Ramon Andrés Cabrelles, Lluís Cebrian Mezquita i altres membres del grup progressista dirigit per Llombart, en companyia d'altres joves valencianistes funden la societat València Nova, a la qual s'apunta dos anys després, i n'és elegit president, el mateix Faustí Barberà, metge prestigiós i respectat. Naixia, des del punt de vista polític, una nova etapa: la del valencianisme polític.

### Problemàtica de la llengua
Malgrat que ningú no posa en dubte la unitat de la llengua de valencians, catalans, balears cap dels dos grups, ni llorentins ni llombartians, s'hi refereix amb el nom de “català” o “llengua catalana”, els membres d'ambdós grups fan servir indistintament: «llemosí», «provincial», «regional», «nostre dialecte», «valencià» o «llengua valenciana». L'única excepció a la regla fou Querol, que titulà de «Rimes catalanes» un recull de poemes que publica el 1877.
Mentre que a Catalunya els renaixencistes trenquen amb el bilingüisme i fan servir únicament el català, al País Valencià cap dels dos grups renaixencistes bandegen el castellà, com tampoc demanen la cooficialitat del valencià. Caldrà l'arribada del valencianisme polític amb la Declaració Valencianista de 1918 per plantejar solucions més realistes per a la supervivència del català.
Seguint Vicent Simbor, l'única diferència entre ambdós grups «radica en l'esforç sincer del grup de Llombart -encara que de plantejament insuficient- per recuperar la llengua i l'escassa contribució del grup cultista a un recuperament autèntic d'aquesta. Els primers volien, però no sabien o no podien; els segons, cal admetre que, a desgrat d'algun crit poètic, en realitat no volien».
Com a proves de la preocupació sincera del grup llombartià per la normalització del valencià valdrien obres com: la publicació per part de Llombart i Ramon Andrés Cabrelles de l'edició augmentada del diccionari d'Escrig el 1887, la História gramatical de la llengua llemosino-valenciana de Puig i Torralva el 1883, el Diccionario general valenciano-castellano (1891) de Joaquim Martí Gadea, i el Vocabulario valenciano-castellano. El más completo de los publicados hasta el día (1900).
Quant a la codificació de la llengua, haurem d'esperar a principis del segle xx amb les Normes de Castelló, el 1932, per poder abordar-la.

## La Renaixença a Mallorca
A mitjan segle xix la societat mallorquina estava en ple procés de canvi econòmic i cultural, per bé que aquest canvi estava hegemonitzat per un bloc social divers en el qual els terratinents, l'aristocràcia i els grans comerciants eren els sectors més influents i en marcaven la seva empremta conservadora. La Societat Econòmica Mallorquina d'Amics del País havia estat una bona mostra del reformisme cultural borbònic i, aleshores, un conjunt d'intel·lectuals i erudits havien desplegat la seva activitat (Jaume Pujol, Pere Andreu, Miquel Moragues, Antoni Furió i Joaquim Maria Bover, entre altres), encara lluny de reivindicar l'ús literari de la llengua catalana o obertament escèptics davant aquesta possibilitat. Joan Josep Amengual i Reus, per contra, des de posicions liberals havia fet ús del català en la polèmica política, escrit poesies, format un diccionari i publicat una Gramàtica de la lengua mallorquina (1835). Tot i que Amengual encara estava enfora de ser un renaixencista, tampoc no participava del projecte castellanitzador i elitista que representà la Societat Econòmica Mallorquina d'Amics del País.
Però la cultura de Mallorca, i la vida oficial, a mitjan segle xix estava fortament castellanitzada. Les èlites intel·lectuals no s'havien plantejat que l'idioma del poble pogués ser útil per a la creació literària. Malgrat tot, cal assenyalar l'existència d'autors com Tomàs Aguiló i Cortès, autor de la Rondaia de rondaies (1815) i de les Fàbules en vers mallorquí (1846) a més d'un entremès en vers Més perd l'avariciós que l'abundós (1851).

### La Palma
La Palma va ser una revista literària mallorquina representativa de les noves sensibilitats i ja amb un cert segell d'inspiració romàntica. El seu primer número va aparèixer el 4 d'octubre de 1840. Era de periodicitat setmanal i sols se'n publicaren trenta números. Va ser una publicació de curta durada, però oberta i digna, redactada en castellà, però alhora generadora d'un impuls intel·lectual renaixencista.
Va dedicar atenció a la història de Mallorca, a les seves tradicions i cultura popular, a la seva literatura medieval. Mentrestant també parlava de les òperes de Bellini, de Victor Hugo, Lamartine, Manzoni i Schiller. Els fundadors d'aquesta publicació varen ser Josep Maria Quadrado, Antoni Montis i Tomàs Aguiló i Forteza.